# The black sun shining
The black sun shining is een studioalbum van Rhys Marsh. Het is een echt soloalbum, want Marsh zong en speelde alles zelf in, mixte en masterde het album zelf. Plaats van handeling was zijn Autumnsongs geluidsstudio in Trondheim. De stijl werd omschreven als artrock en sombere new wave.

## Musici
- Rhys Marsh – zang, gitaar, basgitaar, synthesizers, percussie, blaasinstrumenten, drummachine en percussie.

## Muziek
De liedjes zouden als een geheel beluisterd moeten worden, aldus Marsh. 

| Nr. | Titel               | Duur  |
| --- | ------------------- | ----- |
| 1.  | I hear, I know      | 6:31  |
| 2.  | Down to the waves   | 3:34  |
| 3.  | Wondering stars     | 4:40  |
| 4.  | One step inwards    | 6:59  |
| 5.  | Find another way    | 5:24  |
| 6.  | Soothe the fear     | 11:51 |
| 7.  | In the summer light | 3:25  |